# Daniël Verlaan
Daniël Verlaan (Luxemburg, 1989) is een Nederlandse journalist, werkzaam bij RTL Nieuws. Hij maakt verhalen over hackers, cybercrime en de duistere kant van het internet. Ook is hij regelmatig te gast bij verschillende talkshows en andere televisieprogramma's.

## Loopbaan
Verlaan studeerde vanaf zijn achttiende aan de School voor Journalistiek in Utrecht. Na deze opleiding studeerde hij New Media & Digital Culture aan de Universiteit Utrecht. Verlaan begon in 2011 als freelance journalist en schreef voor onder andere Bright, Gamer.nl en Het Parool. In 2013 begon hij als techjournalist bij NU.nl. Dit werk deed hij tot 2015, sindsdien is hij werkzaam als techjournalist bij RTL Nieuws.
In maart 2018 publiceerde Verlaan een artikel op RTL Nieuws over een onderzoek dat hij had gedaan op het dark web naar seksueel misbruik van kinderen en kinderporno. Bij dat onderzoek stuitte hij op een 'handboek' over de werkwijze van kindermisbruikers. Naar aanleiding van dit onderzoek wilde de Tweede Kamer een verbod op dergelijke handleidingen, in navolging van het Verenigd Koninkrijk.
in 2022 werd zijn driedelige documentaire Ik weet je wachtwoord op Videoland uitgebracht, over de onderwerpen ransomware, exposen en het dark web.
In 2023 deed Verlaan mee aan het 23e seizoen van het televisieprogramma Wie is de Mol?, waarin hij de winnaar werd.

## Prijzen
In 2019 won Verlaan de aanmoedigingsprijs van De Loep, een prijs voor opkomend onderzoeksjournalistiek talent, voor zijn undercoveronderzoek naar een wraakpornonetwerk. Dat jaar ontving Verlaan ook De Tegel, de belangrijkste journalistieke onderscheiding van Nederland, in de categorie talent.

## Cybersecurity
Verlaan is de initiatiefnemer en beheerder van de website Laat Je Niet Hack Maken, waar hij samen met zes hackers uitlegt hoe men zich online kan beveiligen. De website werd gelanceerd in 2018.

## Boek en podcast
In 2020 publiceerde uitgeverij Das Mag het boek Ik weet je wachtwoord van Verlaan. In 2021 bracht Verlaan onder dezelfde naam ook een podcast uit.